# Peyto Lake
Peyto Lake (pea-toe) är en glaciärsjö som ligger i Banff nationalpark i de Kanadensiska klippiga bergen. Sjön i sig är lätt att nå från Icefields Parkway.
Sjön har bildats i en dal i Waputik Range, mellan Caldron Peak, Peyto Peak och Mount Jimmy Simpson, på en höjd av 1.860 meter.
Under sommaren flyter stora mängder bergsdamm till sjön, och dessa partiklar ger sjön en ljus, turkos färg. På grund av sin ljusa färg, förekommer ofta foton i illustrerade böcker, och området runt sjön är en populär turistattraktion i parken.

## Galleri

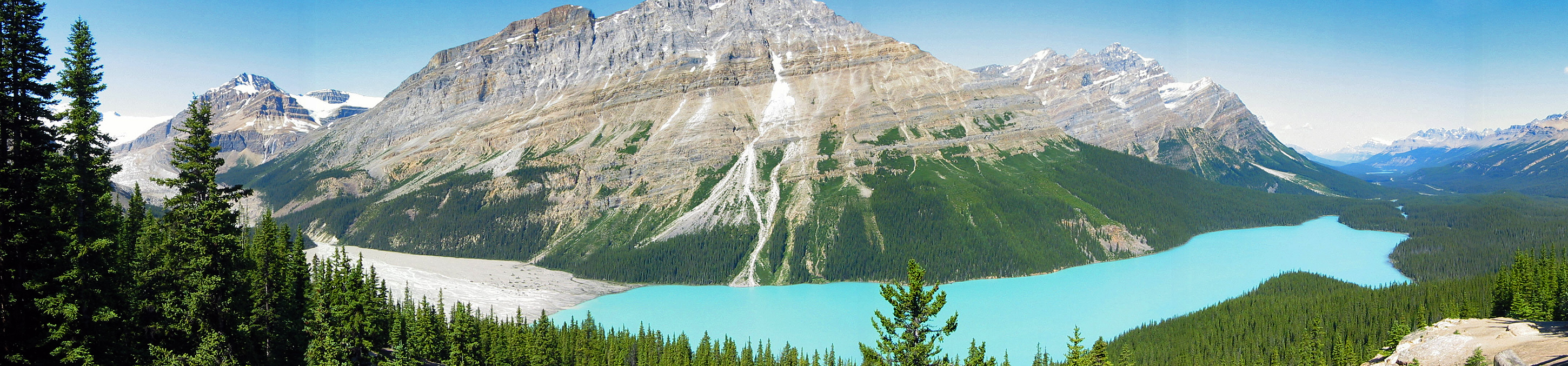
Panoramabild över Peyto Lake

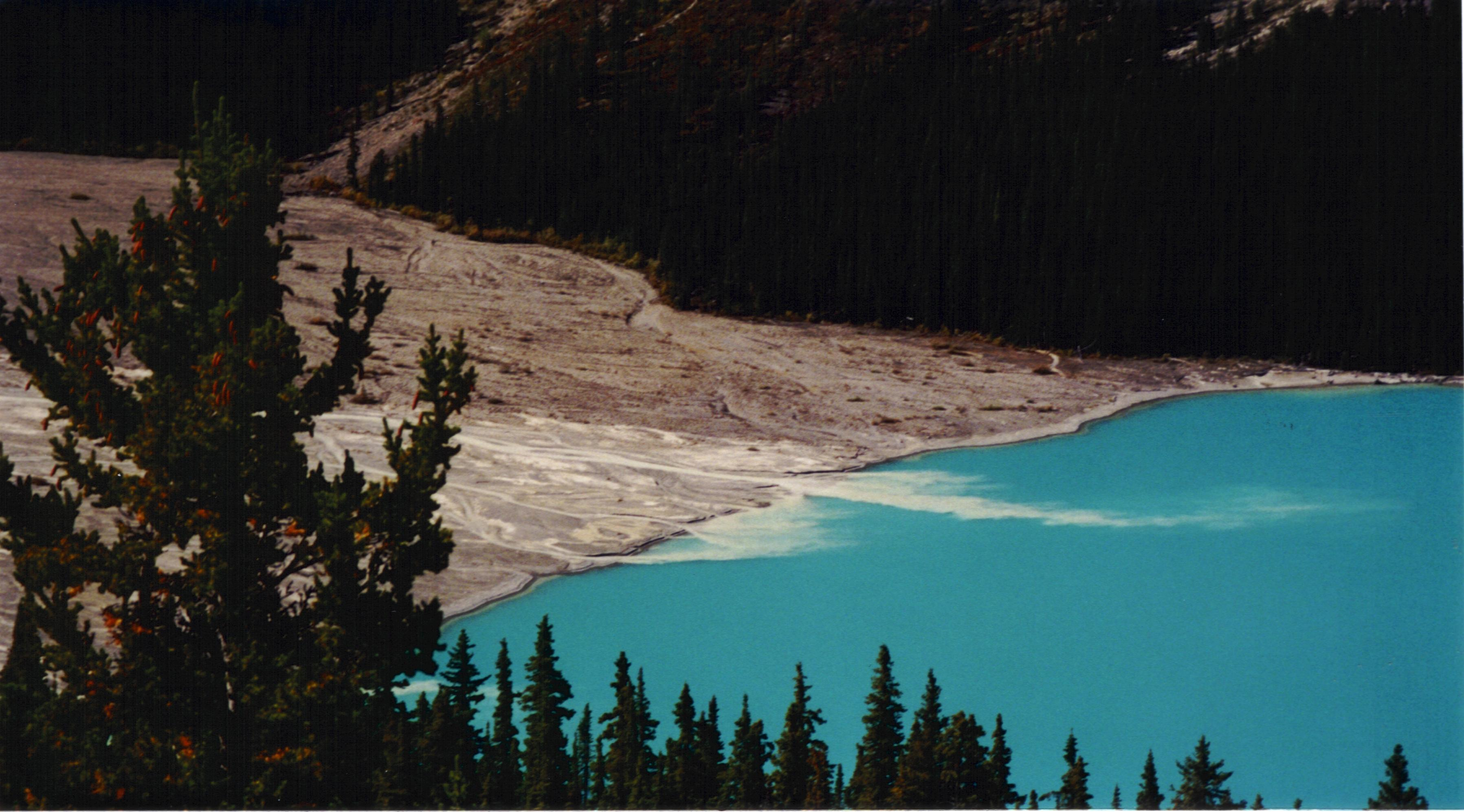
Bergsdamm flyter ner i sjön
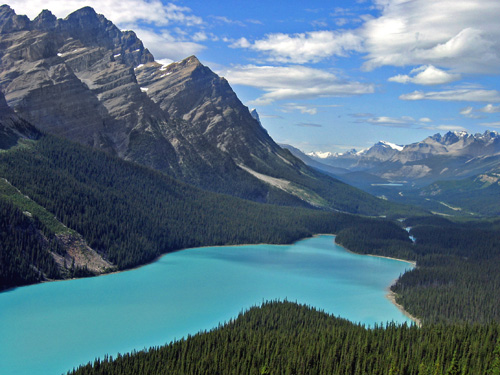
Peyto Lake
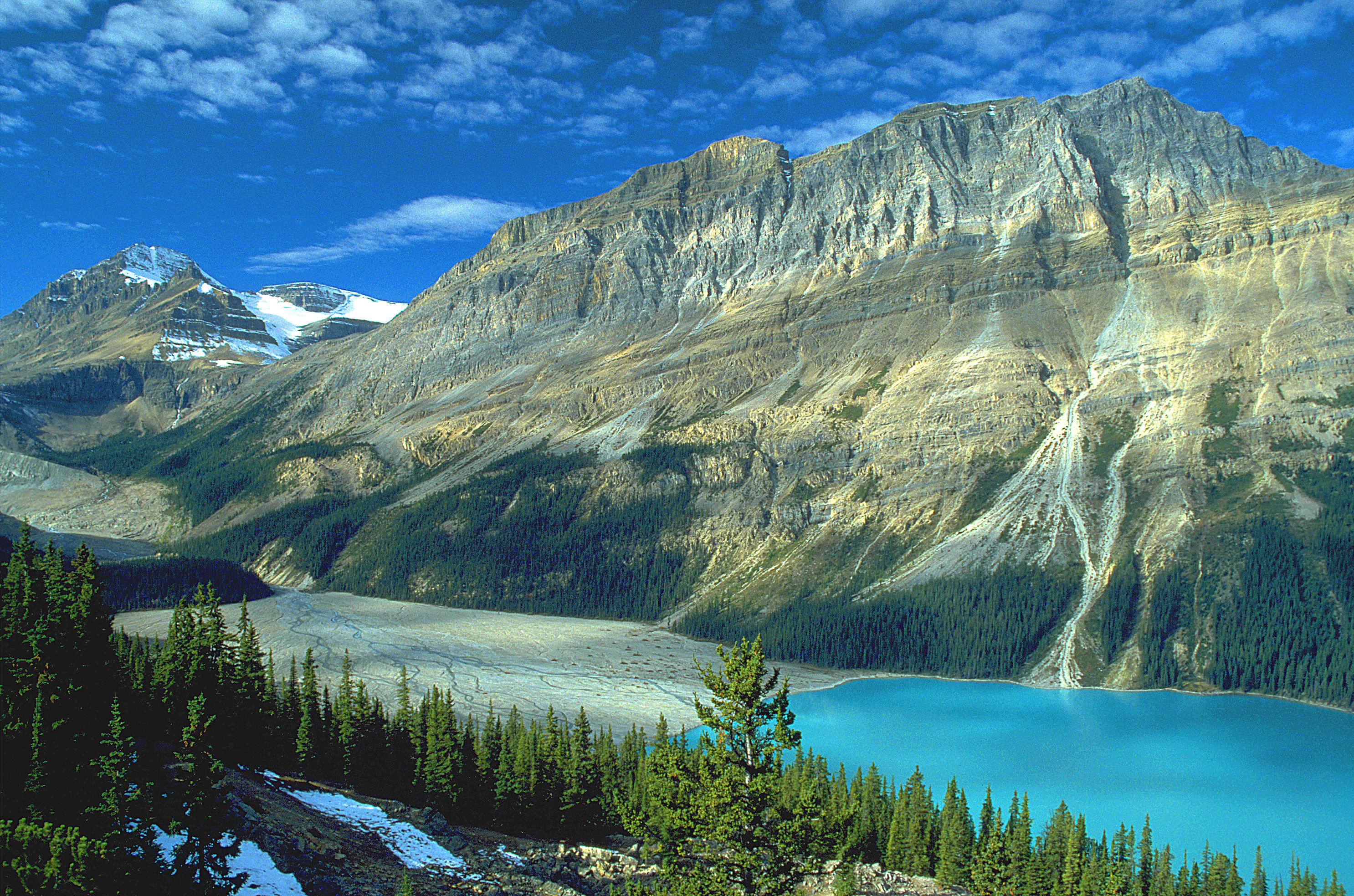
Peyto Lake